# Lycorma delicatula
Lycorma delicatula je vrsta polkrilca iz družine svetivcev, izvorno razširjena v subtropskih predelih Vzhodne Azije, ki se trenutno širi po Korejskem polotoku in Severni Ameriki, kjer velja za invazivno vrsto.

## Opis
So razmeroma velike žuželke, ki v mirovanju od glave do konice kril merijo 2 do 3 cm, pri čemer so samci manjši od samic. Imajo tudi skoraj tako dolge noge. Od daleč zaradi velikosti in obarvanosti kril spominjajo na nočne metulje, od katerih pa jih je možno preprosto ločiti po obliki glave in debelem zadku. Glava in noge so črne ali temnorjave, osnovna barva zadka pa je živorumena s črnimi progami po trebušni in hrbtni strani. Prvi par kril je sivkaste barve, pri konici z mrežo svetlejših žil na temni podlagi, pri bazi pa svetlosivo osnovo, posejano s črnimi pikami. Zadnji par kril ima na sprednji strani (bližje glavi) črne in bele proge ter živordečo osnovno obarvanost s črnimi pikami na zadnji strani. Samce je možno hitro ločiti od samic po izrastkih na konici zadka, ki so rdeči (pri samicah črni).
Iz območij, kjer je Lycorma delicatula domorodna, je malo podatkov, v Južni Koreji in ZDA pa se razvije en rod na leto. Samica jeseni izleže maso 30–50 jajčec na gladko površino (največkrat lubje velikega pajesena, lahko pa tudi na steno ali kak gladek predmet v okolici) in jo prekrije z voskasto prevleko, ki se na zraku strdi v ooteko. Odrasli prek zime poginejo. Maja naslednje leto se izležejo nimfe, ki do konca julija preidejo skozi štiri stadije, nato pa se preobrazijo v odraslo žival. Prvi trije stadiji so črne barve z belimi pikami po telesu in nogah, osnovna obarvanost četrtega pa je rdečkasta, prav tako s pikami.
Odrasli so dnevno aktivni. Tako ličinke kot odrasli se aktivno premikajo in hitro kolonizirajo nove primerne habitate, poleg tega lahko jajčeca, prilepljena na predmete, nevedoč razširja človek z mednarodno trgovino, tako da je bil prihod na druge celine samo vprašanje časa.

## Ekologija in razširjenost
Je polifaga vrsta, ki se prehranjuje na olesenelih delih različnih rastlin. Med pogostejšimi gostitelji so drevesa in grmovnice, kot so veliki pajesen (Ailanthus altissima), kitajska tona (Toona sinensis), mandžurski oreh (Juglans mandshurica), cedrovec vrste Cedrela fissilis in indijska lipovka (Melia azedarach). Skupno je bilo zabeleženih že več kot 170 vrst gostiteljev, pri čemer so ličinke manj »izbirčne« kot odrasli. Jajčeca najpogosteje odlagajo na veliki pajesen.
Osebki se radi združujejo v gruče in se prehranjujejo skupaj. S prebadanjem lubja povzročajo temnenje in izpostavlja tkivo okužbi s plesnimi, zato velja vrsta za škodljivca v parkovnih nasadih. Ob prehranjevenju večjih gruč ličink poganjki ovenijo in odmrejo. Problematično pa je predvsem dejstvo, da izločajo velike količine odvečnih rastlinskih sokov in voska, s čimer popackajo rastlino in okolico. Gručo je možno že na daleč opaziti po mravljah, osah, sršenih in čebelah, ki jih privabljajo ti izločki. Na njih se hitro razvije tudi plesen.
Vrsta se naravno pojavlja po jugovzhodnem delu Kitajske, v Laosu, Tajvanu in Vietnamu. Na Kitajskem jo uporabljajo v tradicionalni medicini za izdelavo pripravka proti otekanju.

### Kot invazivna vrsta
Po več desetletjih negotovosti glede opažanj se je Lycorma delicatula leta 2004 potrjeno pojavila v Južni Koreji in v roku dveh let postala zelo številčna na nekaterih območjih zahodnega dela države, zato je očitno, da se tam uspešno razmnožuje. Poleg običajnih gostiteljev napada tudi druge rastline, med njimi divjo trto (rod Vitis), hkrati pa zbuja nelagodje zaradi svoje velikosti, če prileti v stanovanje ali sadovnjak – osebki namreč ne kažejo pretiranega strahu pred človekom.
Desetletje kasneje, 2014, so jo prvič opazili v Severni Ameriki, natančneje v ameriški zvezni državi Pensilvanija na vzhodni obali celine, kjer se je ustalila in se zdaj širi kljub poskusom iztrebitve. Tam po eni strani predstavlja možnost, da bo pripomogla k zatiranju velikega pajesena, ki je sam invazivna vrsta, po drugi strani pa že povzroča težave v sadjarstvu in vinogradništvu. Poleg Pensilvanije so jo opazili tudi že v nekaj sosednjih zveznih državah. Doslej je bila zabeležena že na več deset vrstah dreves, ki rastejo v ZDA, zanešenih iz Azije ali avtohtonih. Od slednjih lahko uspešno preživi na črnem orehu, sivem orehu, navadnem tulipanovcu in nekaterih drugih.
Zaradi tveganja za prihod v Evropo Evropska in sredozemska organizacija za varstvo rastlin (EPPO) priporoča uvedbo tarčnega monitoringa in karantenskih ukrepov v državah članicah.